# Емил Таков
Емил Таков Таков български лекар-ортопед. Роден е на 4 януари 1950 г.
Завършва магистратура през 1978 г. и работи в болницата в Стара Загора. През 1982 г. се премества в детската клиника по спешна травматология към Пирогов, където до 1995 г. преминава през различни позиции като в периода 1992 – 1995 г. е директор. През 1997 г. за няколко месеца е министър на здравеопазването в правителството на Стефан Софиянски.

## Книги
- „Фрактури при децата“.
- „Фрактурите – диагностика и лечение“